# Bruno Gemelli
Bruno Gemelli (Milano, 14 marzo 1895 – Bergamo, 19 dicembre 1967) è stato un politico e militare italiano, deputato nella XXVII legislatura del Regno d'Italia. Raggiunse il grado di colonnello e fu sottosegretario di Stato alla Marina della Repubblica Sociale Italiana nel 1945.

## Biografia
Industriale nato a Milano, partecipò alla Grande Guerra combattendo sul Carso e alla prima fase della riconquista della Libia poi ritornò sul fronte italiano e combatté sulla Bainsizza e fu promosso capèitano del 13º Reggimento fanteria "Pinerolo" poi nel 1918 combatté su cima Echar e venne decorato al valor militare. Il 23 marzo 1923 aderì al Partito Nazionale Fascista. Prima ispettore del Partito, poi deputato alla 27.a Legislatura, fu segretario del Fascio di Torino nel 1926. Dal 1928 al 1942 ebbe la carica di ministro plenipotenziario in Venezuela, Bolivia e Argentina. Nel 1941 partì volontario per l'Unione Sovietica nel Corpo di spedizione italiano in Russia. Ritornato in Italia aderì nel settembre 1943 alla Repubblica Sociale Italiana e venne nominato commissario dell'Associazione Nazionale Combattenti, poi il 21 febbraio 1945 sottosegretario alla Marina in sostituzione del dimissionario Giuseppe Sparzanie conservò la carica fino alla liberazione.